# Prunus wurdackii
Prunus wurdackii — вид квіткових рослин з родини трояндових (Rosaceae). Ареал охоплює такі країни: Венесуела.

## Середовище
Росте в гірських лісах, на вершинах і схилах тепуї від 900 до 2200 м над рівнем моря. Слива Вурдацька розташована в охоронній зоні.

## Біоморфологічна характеристика
Це дерево заввишки від 3 до 15 м з гілочками коричневого кольору, що тяжіють до чорного. Його чашечка лососевого кольору, а пелюстки білі.